# 波克頓鎮區 (密歇根州)
波克頓鎮區（英語：Polkton Township）是位於美國密歇根州渥太華縣的一個特設鎮區。

## 地方資料
波克頓鎮區的面積為102.70平方千米，當中陸地面積為101.60平方千米，而水域面積為1.10平方千米。根據2020年美國人口普查的數據，當地共有人口2565人，而人口密度為每平方千米24.98人。